# Kámpos (ort)
Kámpos (Kampos) är en ort i Grekland.   Den ligger i prefekturen Messenien och regionen Peloponnesos, i den södra delen av landet, 180 km sydväst om huvudstaden Aten. Kámpos ligger 298 meter över havet och antalet invånare är 372.
Terrängen runt Kámpos är kuperad åt sydväst, men åt nordost är den bergig. Havet är nära Kámpos söderut.Runt Kámpos är det glesbefolkat, med 17 invånare per kvadratkilometer. Närmaste större samhälle är Kalamata, 13,8 km nordväst om Kámpos. 